# Gunnedah
Gunnedah är en ort i Australien. Den ligger i kommunen Gunnedah och delstaten New South Wales, i den sydöstra delen av landet, omkring 330 kilometer norr om delstatshuvudstaden Sydney. Antalet invånare var 9 726 vid folkräkningen 2016.
Runt Gunnedah är det mycket glesbefolkat, med 2 invånare per kvadratkilometer.. Gunnedah är det största samhället i trakten. 